# Witte dominomot
De witte dominomot (Oegoconia deauratella) is een vlinder uit de familie van de  dominomotten (Autostichidae).
De spanwijdte varieert van 11 tot 15 millimeter.